# Rafael Paasio
 (mars 2016).
Si vous disposez d'ouvrages ou d'articles de référence ou si vous connaissez des sites web de qualité traitant du thème abordé ici, merci de compléter l'article en donnant les références utiles à sa vérifiabilité et en les liant à la section « Notes et références ».
Kustaa Rafael Paasio (né Hällström le 6 juin 1903 à Uskela (actuellement Salo) — mort le 17 mars 1980 à Turku) est un homme d'État finlandais. Il fut à deux reprises Premier ministre de la Finlande, dirigeant tout d'abord un gouvernement de coalition de 1966 à 1968 puis un gouvernement minoritaire social-démocrate de février à septembre 1972,.

## Biographie
Typographe et journaliste, Rafael Paasio fut l'éditeur en chef (1942-66) du Turun Päivälehti, un quotidien d'allégeance social-démocrate, et fut membre du conseil municipal de la ville de Turku à partir de 1945. Député au Parlement finlandais de 1948 à 1975, il en fut son président du Comité des Affaires étrangères de 1949 à 1966. Il succéda à Väinö Tanner à la tête du Parti social-démocrate qui deviendra, sous sa férule, le parti politique ayant le plus grand nombre d'adhérents du pays. 
Comme premier ministre, Rafael Paasio contribua à la stabilité économique du pays et permit un relâchement des tensions politiques entre la Finlande et l'Union soviétique. 
Son fils Pertti et sa petite-fille Heli ont également effectué une carrière politique de premier plan au sein du parti social-démocrate.